# VK Dynamo Krasnodar
VK Dynamo Krasnodar ist ein russischer Volleyballverein aus Krasnodar, der 1946 gegründet wurde. Die Männer spielen seit 2010 und die Frauen seit 2009 in der russischen Superliga.

## Volleyball Männer
Die Männer spielen seit 2010 in der russischen Superliga und belegten 2011 Platz vier und 2012 Platz sechs. 2011/12 erreichte man mit Unterstützung des deutschen Nationalspielers Simon Tischer im europäischen Challenge Cup das Achtelfinale.

## Volleyball Frauen
Die Frauen gewannen 1994 den russischen Pokal. Nach einigen Jahren in unteren Ligen spielen sie seit 2009 wieder in der Superliga, wo sie in den beiden ersten Saisons 2010 und 2011 jeweils den dritten Platz belegten. 2011 erreichte man auch das Finale im europäischen CEV-Pokal, in dem es zwei Niederlagen gegen Robur Tiboni Urbino aus Italien gab. 2012 belegten die Frauen Platz fünf in der Meisterschaft und schieden im Viertelfinale des CEV-Pokals gegen Constanța aus Rumänien aus. Zur Saison 2012/13 ist der Niederländer Avital Selinger neuer Trainer.